# Distretto di Delice
Il distretto di Delice (in turco Delice ilçesi) è uno dei distretti della provincia di Kırıkkale, in Turchia.